# Forsbacka, Söderhamns kommun
Forsbacka är en småort i Norrala socken i Söderhamns kommun, Gävleborgs län. Vid avgränsningen 2023 bildade bebyggelsen i söder en separat småort Forsbacka syd.